# Gà Bang Trới
Gà Bang Trới, còn gọi là gà Trới, là một giống gà bản địa của Việt Nam, có nguồn gốc tại khu vực của làng Bang thuộc xã Thống Nhất và làng Trới ở xã Lê Lợi, thành phố Hạ Long, tỉnh Quảng Ninh. Ngày nay, giống gà này được nuôi tập trung nhiều ở các xã: Thống Nhất, Lê Lợi, Sơn Dương, Đồng Lâm, Vũ Oai. Là một giống gà bản địa, xuất hiện từ rất lâu ở địa phương này, gà Bang Trới thích nghi cao, ít bị dịch bệnh và cho ra thịt, trứng rất thơm và rất ngon.

## Đặc điểm
Đặc điểm đặc trưng của giống gà Bang Trới là: chân rất nhỏ và ngắn, da chân màu vàng ươm; khi mới nở, gà có một vệt lông màu đen kéo dài từ đầu cho tới tận đuôi, xung quanh lông có màu vàng; gà trưởng thành có thân hình săn chắc, ngực nở, mình dài, phần lớn đều có chỏm lông đầu, chỏm lông râu nằm ở dưới cằm. Nuôi chăn thả tự nhiên, 7 - 8 tháng mới được xuất thịt; khối lượng tối đa chỉ đạt  2 - 2,5 kg/con với gà mái và trên 3 kg/con đối với gà trống. Nuôi sinh sản cho sản lượng trứng đạt  15-25 quả/năm.